# A Real Dead One
A Real Dead One — третій живий альбом англійської групи Iron Maiden, який був випущений 18 жовтня 1993 року.

## Композиції
1. The Number of the Beast — 4:55
2. The Trooper — 3:55
3. Prowler — 4:16
4. Transylvania — 4:26
5. Remember Tomorrow — 5:53
6. Where Eagles Dare — 4:49
7. Sanctuary — 4:53
8. Running Free — 3:49
9. Run to the Hills — 3:58
10. 2 Minutes to Midnight — 5:37
11. Iron Maiden — 5:25
12. Hallowed Be Thy Name — 7:52